# 엑스프레센

로고

《엑스프레센》(Expressen)은 스웨덴의 신문이다. 1944년 11월 16일에 창간되었다.